# Ecnomus karakoi
Ecnomus karakoi là một loài Trichoptera trong họ Ecnomidae. Chúng phân bố ở miền Australasia.